# 浦和中央自動車教習所
浦和中央自動車教習所（うらわちゅうおう じどうしゃきょうしゅうじょ）は、稲荷屋興業株式会社が運営する埼玉県さいたま市緑区にある埼玉県公安委員会指定の指定自動車教習所である。愛称はうらチュ～。

## 所在地
- 埼玉県さいたま市緑区大字大崎910番地

## 取得できる免許
- 普通自動車免許（MT・AT）
- 中型自動車免許
- 普通自動二輪車免許（普通・小型）
- 大型自動二輪車免許
- 限定解除（AT・小型二輪）

## アクセス
- 浦和駅・北浦和駅・南浦和駅・東浦和駅・与野駅・浦和美園駅・東川口駅・戸塚安行駅・新井宿駅・鳩ヶ谷駅から送迎車を運行している。

## 沿革
- 1964年 - 自動車教習所建設工事着手。秋本政雄、稲荷屋興業株式会社設立、代表取締役就任。
- 1965年 - 開所式。営業開始。埼玉県公安委員会より指定。
- 1971年 - ドライビングトレーチャー導入。
- 1972年 - 無線技能教習開始。コース拡張、大型自動車教習開始。
- 1977年 - 浦和中央中央研修センター校舎完成。
- 1988年 - 現校舎完成。コンピュータ管理システム導入。
- 1994年 - ドライビングシミュレータ購入。
- 1997年 - 埼玉県公安委員会より大型自動二輪の指定。
- 2006年 - 教習グループ担任制導入。
- 2008年 - ホワイトWAGON誕生。教習担任制導入。
- 2009年 - スマイル「Urachu」ロゴマーク制定。
- 2010年 - 教習 予習復習映像「まなぶくん」作成。iPad教習スタート。スカイカメラ導入。
- 2012年 - 自動車シミュレータ導入。
- 2013年 - プラチナWAGONスタート。ぐるりん誕生。
- 2015年 - 中央研修センター建替実施。
- 2016年 - 本校舎リニューアル。